# Langues papoues
On appelle langues papoues un ensemble de langues parlées dans la partie occidentale de l'océan Pacifique et qui ne sont ni austronésiennes ni australiennes. C'est davantage une définition négative qu'un groupe de langue génétiquement apparentées.
Leur aire comprend la Nouvelle-Guinée et les îles voisines, dont la Nouvelle-Bretagne, la Nouvelle-Irlande, les îles Yapen et Biak, ainsi que certaines parties de l'Indonésie orientale comme Alor, Halmahera et Timor. 
Une catégorisation des peuples papous, distincts des Mélanésiens, a été suggérée et ainsi désignée par Sidney Herbert Ray en 1892.

## Répartition géographique

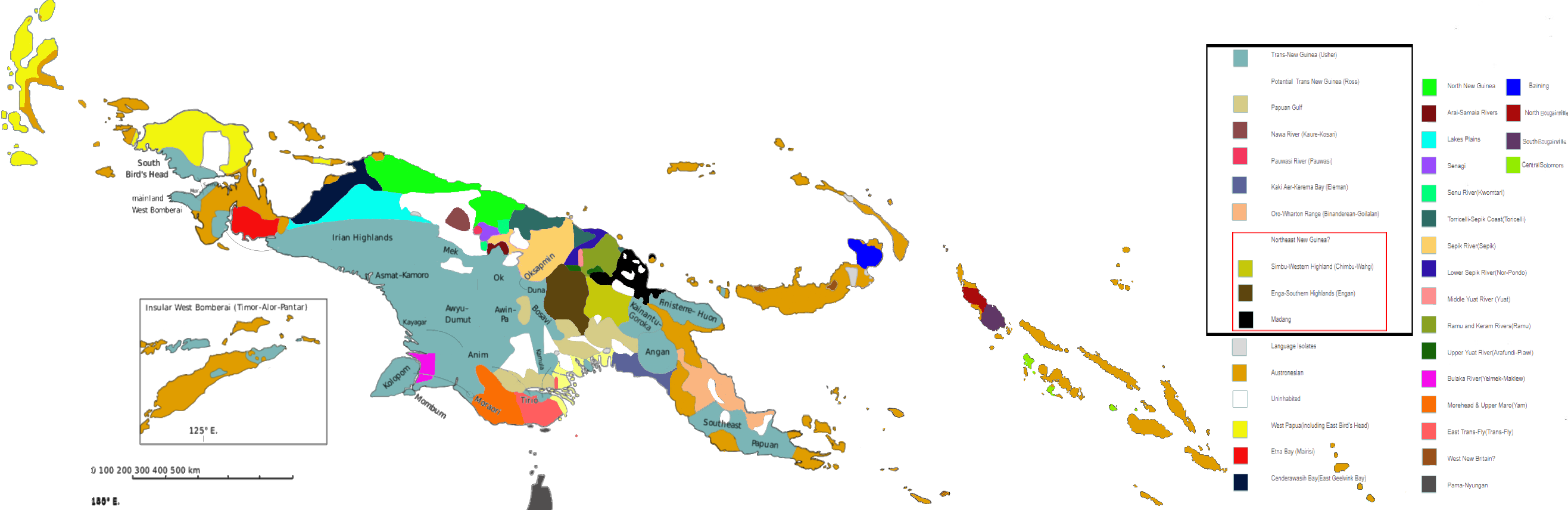
La diversité des langues parlées en Nouvelle-Guinée.

La majorité des langues papoues sont parlées sur l'île de la  Nouvelle-Guinée et en Indonésie (îles de Halmahera, Ternate et Tidore, Alor et Pantar, Timor), un peu moins sur les îles Salomon et sur des archipels proches. Il existe une langue papoue parlée en Australie, le meriam mir, langue des insulaires des îles de Mer (en), d'Erub (en) et d'Ugar (en) situées à l'est du Détroit de Torres.

## Classification
Les langues papoues sont très diverses, que ce soit dans leurs structures linguistiques (point de vue typologique) ou dans leurs affiliations historiques (point de vue phylogénétique). Au sein de l'ensemble dit papou, la linguistique comparée a permis d'identifier plus d'une quarantaine de familles linguistiques distinctes, auxquelles s'ajoutent une trentaine d'isolats (c-à-d. familles constituées d'un seul membre); voir leur liste ci-dessous.

### Famille des langues trans-nouvelle-guinée
La principale famille linguistique au sein de l'ensemble dit papou est celle de Trans-Nouvelle-Guinée. Il s'agit d'un des plus importants phylums linguistiques sur la planète.
Hammarström et al. regroupe les familles de langues rattachées de façon sûre aux langues de Trans-Nouvelle-Guinée sous le nom de « trans-nouvelle-guinée nucléaire » qui rassemble 315 langues.
- Langues de Trans-Nouvelle-Guinée
  - groupe nouvelle-guinée sud et centrale
    - langues asmat-kamoro
    - langues ok-awyu[4]
      - langues grand awyu
      - langues ok-oksapmin

  - groupe hautes-terres de nouvelle-guinée centre-Est
    - langues chimbu

  - langues dani
  - langues enganes
  - langues finisterre-huon
  - langues binandéréennes
  - langues kainantu-gorokanes
  - langues madang
    - langues croisilles
    - langues kalam
    - langues adelbert du Sud
    - langues de la côte de rai
    - langues kowanes

  - langues mek
  - langues Wissel Lakes

Ross (2005) propose d'inclure d'autres familles de langues et langues isolées dans l'ensemble trans-nouvelle-guinée. Toutes ne sont pas incluses avec la même certitude. 
- langues trans-nouvelle-guinée occidentales[6]
  - langues timor-alor-pantar
  - langues bomberai de l'Ouest
  - langues Wissel Lakes
  - langues dani
- tanahmerah, mor, dem, damal
- langues kaure-narau
- langues pauwasi
- langues kayagar
- langues kolopom
- morori
- langues kiwaianes
- porome
- langues marind
- langues mombum
- langues gogodala-suki
- langues tirio
- langues eleman
- langues de l'intérieur du golfe
- langues turama-kikori
- langues teberanes
- pawaia
- langues anganes
- fasu
- langues kutubuanes de l'Est
- langues duna-pogaya
- langues awin-pa
- langues strickland de l'Est
- langues bosavi
- kamula
- wiru
- langues papoues du Sud-Est[7]
  - langues goilalanes
  - langues koiarianes
  - langues kwaleanes
  - langues manubaranes
  - langues yarebanes
  - langues mailuanes
  - langues daganes

### Autres familles de langues
Les familles linguistiques suivantes ne sont pas considérées appartenir au phylum Trans-Nouvelle-Guinée; elles forment des phylums à part.
- langues amto-musanes
- langues arafundi
- langues baining-taulil
- langues de la baie de Geelvink
- langues bird's head de l'Est
- langues bird's head de l'Ouest
- langues bird's head du Sud
- langues bougainville du Nord
- langues bougainville du Sud
- langues bulaka river
- langues doso-turumsa
- langues fas
- langues de la frontière
- langues halmahera du Nord
- langues inanwatanes
- langues kaure-narau
- langues kolopom
- langues konda-yahadian
- langues kwerba
- Langues kwomtari
- langues lakes plain
- Langues left may
- langues lepki-murkim
- Langues lower sepik-ramu
- langues mairasi
- langues mongol-langam
- langues morehead-maro
- langues namla-tofanma
- langues ndu
- langues nimboran
- langues pahoturi
- langues piawi
- langues senagi
- Langues sentani
- langues sepik
  - abau
  - amal
  - langues iwam-wogamus
  - langues nukuma
  - langues ram
  - langues sepik des collines
  - langues tama
  - langues yellow river
- Langues sko
- langues somahai
- langues tor-orya
- langues torricelli
- langues trans-fly orientales
- langues walio
- langues yawa
- langues yuat

### Langues isolées
Un grand nombre de langues restent des langues isolées ou non classées. Il s'agit de familles linguistiques réduites à un seul membre. 
- abinomn
- anêm
- ata
- biksi
- bilua
- burmeso
- dibiyaso
- odiai (busa)
- guriaso
- kaki ae
- kapori
- kembra
- keuw
- kimki
- kol
- kosare
- kuot
- lavukaleve
- massep
- mawes
- maybrat
- molof
- mor
- mpur
- papi
- purari
- pyu
- savosavo
- suarmin
- sulka
- tabo
- taiap
- touo
- usku
- yale
- yele
- yerakai

### Autres cas
Les langues du Bas-Mamberamo ne sont pas, selon Ross, une famille papoue, mais des langues austronésiennes fortement influencées par les langues papoues.